# Raumladung

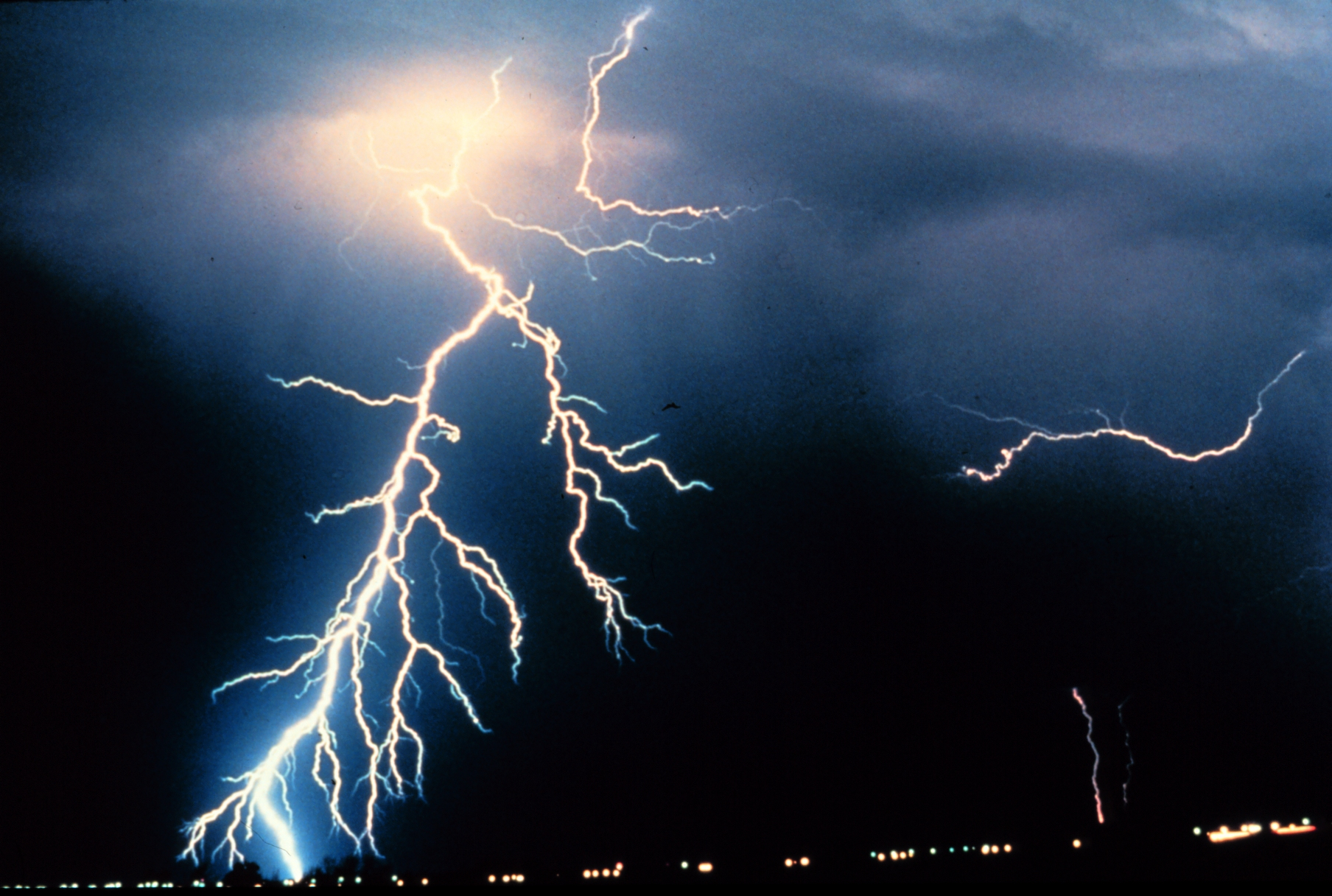
Abb. 1: Blitze sind Entladungen von Raumladungen, die sich in den Wolken aufgebaut haben

Als Raumladung bezeichnet man eine in einem nichtleitenden Medium räumlich verteilte elektrische Ladung. Sie wird durch einen Überschuss negativer oder positiver Ladungsträger verursacht. 
Raumladungen sind in Räumen wichtig, in denen sich geladene Teilchen in bestimmter Weise bewegen sollen. Raumladungseffekte treten in vielen elektronischen Bauelementen auf, z. B. in Elektronenröhren, Halbleiterdioden sowie Transistoren, und haben entscheidenden Einfluss auf deren elektronische Eigenschaften.
Auch in Elektronen- und Ionenquellen sowie in Teilchenbeschleunigern spielen Raumladungseffekte eine wichtige Rolle. Hier sind die mit den Raumladungen verbundenen elektrischen Felder häufig unerwünscht, da sie die erreichbare Qualität wichtiger Strahleigenschaften wie Intensität oder Energieschärfe begrenzen.
Beim Entwurf von Gas- und Glimmentladungsröhren müssen Raumladungen berücksichtigt werden.
In der Natur können durch die Bewegung von Wassertropfen und Eiskristallen in Gewitterwolken Raumladungen entstehen, die sich in Form von Blitzen entladen.

## Raumladungen in Elektronenröhren

Abb. 2: Vakuumdiode mit Elektronenwolke

Abb. 3: Strom-Spannungs-Kennlinie der Vakuumdiode. Gestrichelt: Sättigungsströme für drei verschiedene Kathoden-Temperaturen

In Elektronenröhren werden Raumladungen durch Glühkathoden erzeugt (Edison-Richardson-Effekt). Um unerwünschte Wechselwirkungen der erzeugten Elektronen mit Gas zu vermeiden und um die Glühkathode zu schonen, werden die Röhren im Vakuum betrieben.
Die in einer Röhre auftretenden Raumladungseffekte sind in Abb. 2 am Beispiel einer einfachen Röhrendiode dargestellt. Die von der Glühkathode der Röhre emittierten Elektronen werden zur Anode abgezogen. Dabei erzeugen die Elektronen selbst elektrische Felder und verzerren so die durch die Anodenspannung verursachte Feldverteilung erheblich.

### Raumladungsbegrenzter Anodenstrom
Dies kann so weit gehen, dass am Entstehungsort der Elektronen (der Glühkathode) kein Feld mehr ankommt, da es bereits vorher durch die Raumladungen abgefangen wird. In diesem Fall ist der Anodenstrom nicht abhängig von der Anzahl der aus der Kathode austretenden Elektronen, sondern nur von der Anodenspannung und dem Abstand der Kathode zur Anode. Diesen Bereich der Strom-Spannungs-Kennlinie bezeichnet man als raumladungsbegrenzten Strom (s. Abb. 3).

#### Berechnung
Der Anodenstrom {\displaystyle I_{\mathrm {a} }} bzw. die Stromdichte {\displaystyle j} lassen sich durch das Langmuir’sche bzw. Langmuir-Child’sche Raumladungsgesetz berechnen:
{\displaystyle I_{\mathrm {a} }=jS={\frac {4}{9}}\varepsilon _{0}{\sqrt {\frac {2e}{m_{\mathrm {e} }}}}{\frac {S{U_{\mathrm {a} }}^{3/2}}{d^{2}}}}.
mit
- der bestrahlten Anodenfläche {\displaystyle S}
- der Vakuum-Dielektrizitätskonstante {\displaystyle \varepsilon _{0}}
- der Elementarladung {\displaystyle e}
- der Elektronenmasse {\displaystyle m_{\mathrm {e} }}
- der Anodenspannung {\displaystyle U_{\mathrm {a} }}
- dem Abstand {\displaystyle d} zwischen Kathode und Anode.

Die Gleichung gilt unter folgenden (nur näherungsweise gültigen) Annahmen:
1. Das elektrische Feld ist homogen, d. h. die beiden Elektroden sind planare, parallele Äquipotenzialflächen jeweils unendlicher Ausdehnung
2. Die Elektronen haben beim Austritt aus der Kathode die Geschwindigkeit Null
3. Zwischen den Elektroden befinden sich nur Elektronen
4. Der Strom ist raumladungsbegrenzt
5. Es herrscht ein eingeschwungener Zustand; insbesondere hat sich die Anodenspannung innerhalb der Einschwingzeit nicht geändert.

### Sättigungsstrom
Bei großen Anodenspannungen lässt sich durch Erhöhung der Anodenspannung kein zusätzlicher Anodenstrom abziehen. Dieser Sättigungsstrom wird dann erreicht, wenn die Anodenspannung so groß ist, dass sie nicht durch die Raumladung kompensiert werden kann. In diesem Fall werden alle Elektronen, die die Kathode erzeugt, abgesaugt. Der Sättigungsstrom ist daher umso größer, je mehr Elektronen die Kathode emittiert (in Abb. 3 schematisch dargestellt durch drei gestrichelte Sättigungskennlinien für jeweils verschiedene Kathodentemperaturen).
Zwischen Kathode und Anode ergibt sich eine positionsabhängige Dichteverteilung der Elektronen, die sich selbstständig so einregelt, dass die Stromdichte überall gleich ist. So führt z. B. ein Absinken der Stromdichte in einem bestimmten Bereich sofort dazu, dass sich hier zusätzlich Raumladung ansammelt, welche den Durchgriff der Anodenspannung auf die davorliegende Ladung abschirmt, sodass die Stromdichte auch dort soweit absinkt, bis sich ein Gleichgewichtszustand eingestellt hat.

## Raumladungen in Halbleiterbauelementen
- Die Entstehungsmechanismen und Auswirkungen von Raumladungszonen in Halbleiterbauelementen (Diode, Transistor) sind im Hauptartikel p-n-Übergang beschrieben.
- Ähnliche Effekte treten auch in Halbleiter-Metall-Übergängen auf (Schottky-Diode).